# سیارک ۷۷۳۵
سیارک ۷۷۳۵ (به انگلیسی: 7735 Scorzelli، نامگذاری:1980UL1) هفت هزار و هفتصد و سی و پنجمین سیارک کشف شده‌است که در ۳۱ اکتبر ۱۹۸۰ کشف شد.
قدر مطلق سیارک برابر ۴۶.۷ است.